# Strike Back: Retribution
Strike Back: Retribution es una serie de televisión británico-estadounidense transmitida del 31 de octubre del 2017 por medio de la cadena Sky 1 y el 2 de febrero del 2018 hasta ahora, por medio de la cadena Cinemax.
La serie contó con las apariciones especiales de los actores Philip Winchester y Sullivan Stapleton quienes interpretaron a los sargentos Michael Stonebridge y Damien Scott respectivamente, en las series anteriores Strike Back: Project Dawn, Strike Back: Vengeance, Strike Back: Shadow Warfare y Strike Back: Legacy.

## Historia
La serie se centra en la ahora desautorizada y disuelta "Section 20", la cual ha sido restaurada con el fin de localizar a un sobresaliente terrorista que ha logrado escaparse de la prisión dejando detrás de sí una brutal escena. 
Encargados de cubrir la inteligencia militar y las operaciones de alto riesgo, la nueva unidad se dedicará a realizar una caza letal de una vasta red de criminales que se encuentran inter-conectados. 
A medida que el equipo viaja a través de Oriente Medio y Europa, comenzarán a descubrir que existe una conspiración mortal que amenaza con abrumar a todos y cambiar el rostro de la guerra moderna para siempre.
El nuevo equipo está liderado por la coronel Adeena Donovan y está conformado por: 
- Sargento Samuel Wyatt, un hombre al que le gusta trabajar sólo y no está interesado en formar parte de un equipo).
- Sargento Daniel "Mac" Macallister, un hombre afable y físicamente capaz que se ve impulsado por el deseo de vengar al equipo que ha perdido).
- Capitán Natalie Roberts, una mujer que proviene de una familia militar y que sobresale al momento de realizar perfiles psicológicos y encontrar las debilidades en los demás, aunque en ocasiones no está consciente de sus propios errores.
- Soldado Gracie Novin, una mujer honesta que pronto se convierte en el corazón y alma del equipo.

## Episodios
| N.º en serie | N.º en temp. | Título       | Dirigido por       | Escrito por                               | Fecha de emisión (EE.UU.) | Fecha de emisión (Reino Unido) |
| ------------ | ------------ | ------------ | ------------------ | ----------------------------------------- | ------------------------- | ------------------------------ |
| 47           | 1            | «Episode 1»  | Michael J. Bassett | Jack Lothian                              | 2 de febrero de 2018      | 31 de octubre de 2017          |
| 48           | 2            | «Episode 2»  | Michael J. Bassett | Jack Lothian                              | 9 de febrero de 2018      | 7 de noviembre de 2017         |
| 49           | 3            | «Episode 3»  | Brendan Maher      | Jack Lothian & James Payne & Steve Bailie | 16 de febrero de 2018     | 14 de noviembre de 2017        |
| 50           | 4            | «Episode 4»  | Brendan Maher      | Jack Lothian & James Payne & Steve Bailie | 23 de febrero de 2018     | 21 de noviembre de 2017        |
| 51           | 5            | «Episode 5»  | Michael J. Bassett | Jack Lothian                              | 2 de marzo de 2018        | 28 de noviembre de 2017        |
| 52           | 6            | «Episode 6»  | Debs Paterson      | Jack Lothian                              | 9 de marzo de 2018        | 31 de enero de 2018            |
| 53           | 7            | «Episode 7»  | Bill Eagles        | Jack Lothian & Simon Allen                | 16 de marzo de 2018       | 7 de febrero de 2018           |
| 54           | 8            | «Episode 8»  | Bill Eagles        | Jack Lothian & Simon Allen                | 23 de marzo de 2018       | 14 de febrero de 2018          |
| 55           | 9            | «Episode 9»  | Michael J. Bassett | Jack Lothian                              | 30 de marzo de 2018       | 21 de febrero de 2018          |
| 56           | 10           | «Episode 10» | Michael J. Bassett | Jack Lothian                              | 6 de abril de 2018        | 28 de febrero de 2018          |

## Personajes

### Personajes principales
| Actor             | Personaje                    | Ocupación                                                                            | Episodios | Duración        |
| ----------------- | ---------------------------- | ------------------------------------------------------------------------------------ | --------- | --------------- |
| Daniel MacPherson | Sgt. Samuel Wyatt            | Miembro del Comando de Operaciones Especiales Conjuntas de los Estados Unidos        | 10        | 2017 - presente |
| Warren Brown      | Sgt. Thomas "Mac" McAllister | Exmiembro de las Fuerzas Especiales del Reino Unido                                  | 10        | 2017 - presente |
| Roxanne McKee     | Cpt. Natalie Reynolds        | Miembro del Ejército Británico / Exmiembro del Regimiento Especial de Reconocimiento | 10        | 2017 - presente |
| Alin Sumarwata    | LCpl. Gracie Novin           | Miembro del Comando de Operaciones Especiales del Ejército Australiano               | 10        | 2017 - presente |
| Nina Sosanya      | Col. Adeena Donovan          | Miembro del Ejército Británico / Líder de la Sección 20                              | 10        | 2017 - presente |
| Phil Dunster      | LCpl. Will Jensen            | Miembro del Cuerpo de Inteligencia del Ejército Británico                            | 10        | 2017 - presente |

### Apariciones especiales
| Actor              | Personaje                | Ocupación | Episodios | Duración |
| ------------------ | ------------------------ | --------- | --------- | -------- |
| Philip Winchester  | Sgt. Michael Stonebridge | Agente    | 2         | 2018     |
| Sullivan Stapleton | Sgt. Damien Scott        | Agente    | 2         | 2018     |

### Personajes recurrentes
| Actor            | Personaje            | Ocupación                                                                    | Episodios | Duración        |
| ---------------- | -------------------- | ---------------------------------------------------------------------------- | --------- | --------------- |
| Katherine Kelly  | Jane Lowry           | Terrorista / Esposa de Idrisi                                                | 9         | 2017 - presente |
| Don Hany         | Omair Idrisi         | Líder del Grupo Terrorista / Dueño de la Compañía Militar "Octagon"          | 6         | 2017 - presente |
| Corey Johnson    | Mayor General Parker | Miembro del Comando Conjunto de Operaciones Especiales de los Estados Unidos | 4         | 2017 - presente |
| Trevor Eve       | Morgan Ives          | Terrorista / Negociante Internacional de Armas                               | 4         | 2017 - presente |
| Daniel Cerqueira | Dr. Kamil Markov     | Científico Checheno de Armas Químicas / Terrorista                           | 4         | 2017 - presente |
| Louise Gold      | Crowther             | Superior de la Sección 20 con sede en Whitehall                              | 3         | 2017 - presente |
| Kelly Gough      | Rosa Varga           | Líder de la Organización Blanca Nacionalista "Magyar Ultra" / Terrorista     | 3         | 2017 - presente |
| Mark Strepan     | Josef Varga          | Segundo al Mando de "Magyar Ultra" / Hermano de Rosa                         | 2         | 2017 - presente |
| Peter Firth      | Milos Borisovich     | Contrabandista de Drogas Bielorruso / Terrorista                             | 2         | 2017 - presente |
| Adrian Bouchet   | Johannes Krieger     | Jefe de la Compañía Militar "Octagon" / Terrorista                           | 1         | 2017 - presente |
| Scott Young      | Director Mikhailov   | Dirección Principal de Inteligencia Ruso                                     | 1         | 2017 - presente |
| Attilla C. Árpa  | Mayor General László | Miembro del Centro de Contraterrorismo Húngaro                               | 1         | 2017 - presente |

### Otros personajes
| Actor             | Personaje          | Ocupación | Episodios | Duración    |
| ----------------- | ------------------ | --------- | --------- | ----------- |
| Darrell D'Silva   | Volkan             | -         | 3         | 2017 - 2018 |
| Urs Rechn         | Yuri               | -         | 2         | 2017 - 2018 |
| Nick Wittman      | Roko               | -         | 2         | 2017 - 2018 |
| Selva Rasalingam  | Gral. Farid        | General   | 2         | 2017        |
| Dervla Kirwan     | Rachel Sheridan    | -         | 2         | 2018        |
| Barnabás Réti     | Raymond            | -         | 2         | 2018        |
| Mirjam Novak      | Marie              | -         | 2         | 2018        |
| Cathal Pendred    | Anton Krupin       | -         | 1         | 2018        |
| Matt Devere       | -                  | Guardia   | 1         | 2018        |
| Sai Bennett       | Lila               | -         | 1         | 2018        |
| Katrina Durden    | Katiya Korikova    | -         | 1         | 2018        |
| Attila Egyed      | Viktor             | -         | 1         | 2018        |
| Phil McKee        | Jack Neary         | -         | 1         | 2018        |
| Gábor Nagypál     | Kadir              | -         | 1         | 2018        |
| Kata Sarbó        | -                  | Mesera    | 1         | 2018        |
| Gerran Howell     | Alexsander         | -         | 1         | 2017        |
| Benjamin O'Mahony | Cpl. Michael Doyle | Corporal  | 1         | 2017        |
| Youssef Kerkour   | Sabil Adiz         | -         | 1         | 2017        |
| Ciarán Owens      | Roland Eder        | -         | 1         | 2017        |
| Zaqi Ismail       | Príncipe Khalid    | -         | 1         | 2017        |
| Yousef Naser      | Saddam             | -         | 1         | 2017        |

## Producción
La serie es dirigida por Michael J. Bassett y escrita por Jack Lothian, quien también trabajó como productor, cuenta con los productores ejecutivos Bassett, Andy Harries (quien también formó parte del equipo de Chris Ryan's Strike Back), así como con Sharon Hughff de "Left Bank Pictures".
El 8 de diciembre de 2016 las cadenas Cinemax y Sky 1 anunciaron que le habían dado luz verde a una nueva serie de Strike Back, la cual contará con nuevos actores, entre ellos: Daniel MacPherson, Warren Brown, Alin Sumarwata y Roxanne McKee. También se anunció que la serie no se centraría en los actores principales Sullivan Stapleton y Philip Winchester, quienes habían aparecido en las anteriores temporadas.
En abril del 2017 se anunció que los actores Trevor Eve (quien dará vida a Morgan Ives), Nina Sosanya (quien dará vida a Adeena Donovan) y Katherine Kelly (quien dará vida a Jane Lowry) también aparecería en la serie.
Las filmaciones de la serie comenzaron en el 2017.